# KCC Corporation
KCC Corporation (được đổi tên từ Kumkang Korea Chemicals Co., Ltd. vào ngày 25 tháng 2 năm 2005) là một nhà sản xuất hóa chất và phụ tùng ô tô của Hàn Quốc, có trụ sở chính tại Seoul, Hàn Quốc.

## Hoạt động
Sản phẩm của KCC bao gồm các loại sơn epoxy, sơn chống cháy, kính nổi, bọt biển mềm, silicon, khung xe và các bộ phận xe hơi. Công ty này là nhà cung cấp vật liệu xây dựng và sơn lớn nhất tại Hàn Quốc. Nhiều loại vật liệu công nghiệp khác nhau như hợp chất đúc epoxy, nhôm kim loại, silicone, vv được sản xuất tại 13 địa điểm trong nước.KCC Corporation có 10 văn phòng liên lạc ở nước ngoài và 8 nhà máy ở nước ngoài trên thế giới:
- KCC Houston (Texas, Hoa Kỳ - Văn phòng liên lạc)
- KCC Tokyo (Tokyo, Nhật Bản - Văn phòng liên lạc)
- KCC Hồng Kông (Hồng Kông, Trung Quốc - Văn phòng liên lạc)
- KCC Dubai (Dubai, UAE - Văn phòng liên lạc)
- KCC Hy Lạp (Piraeus, Hy Lạp - Văn phòng liên lạc)
- KCC Hamburg (Hamburg, Đức - Văn phòng liên lạc)
- KCC Iran (Teheran, Iran - Văn phòng liên lạc)
- KCC Moscow (Moscow, Nga - Văn phòng liên lạc)
- KCC Shanghai (Thượng Hải, Trung Quốc - Văn phòng liên lạc)
- KCC Kunshan (Thượng Hải, Trung Quốc - Nhà máy sơn)
- KCC Bắc Kinh (Bắc Kinh, Trung Quốc - Nhà máy sơn)
- KCC Quảng Châu (Quảng Châu, Trung Quốc - Nhà máy sơn)
- KCC Singapore (Singapore - Nhà máy sơn)
- KCC Malaysia (Kuala Lumpur, Malaysia - Nhà máy sơn)
- KCC Ấn Độ (Chennai, Ấn Độ - Nhà máy sơn)
- KCC Thổ Nhĩ Kỳ (Istanbul, Thổ Nhĩ Kỳ - Nhà máy sơn)
- KCC Ba Lan (Lublin, Ba Lan - Văn phòng liên lạc)
- KCC Việt Nam (Đồng Nai, Việt Nam - Nhà máy sơn)
- KCC Việt Nam (Hồ Chí Minh, Việt Nam - Văn phòng liên lạc)

## Các đối thủ chính trên thị trường silicone
Silicone của KCC là một trong những thị trường lớn đang phát triển. Có một số đối thủ chính của công ty Hàn Quốc này phát triển thị trường như danh sách dưới đây:
- Dow Corning (Hoa Kỳ) [3]
- Momentive (Mỹ) [4]
- Shin-Etsu (Nhật Bản) [5]
- Wacker (Đức) [6]
- Silicone Bluestar (Trung Quốc) [7]

## Mua hóa chất Basildon
Tháng 4 năm 2011, Basildon Chemicals đã được mua bởi KCC Corporation của Hàn Quốc. Điều này tạo ra mối quan hệ đối tác mở ra cơ hội mới cho cả hai công ty. Trong mối quan hệ hợp tác này, KCC có được một công ty có lịch sử xuất sắc trong việc tạo nhũ tương silicone và được ngành công nghiệp chấp nhận trong thời gian dài, trong khi Basildon có được sự ủng hộ của một trong những nhà sản xuất silicone chính phát triển nhanh nhất thế giới, với tham vọng mở rộng lớn trong những năm tới.